# Monogramme royal

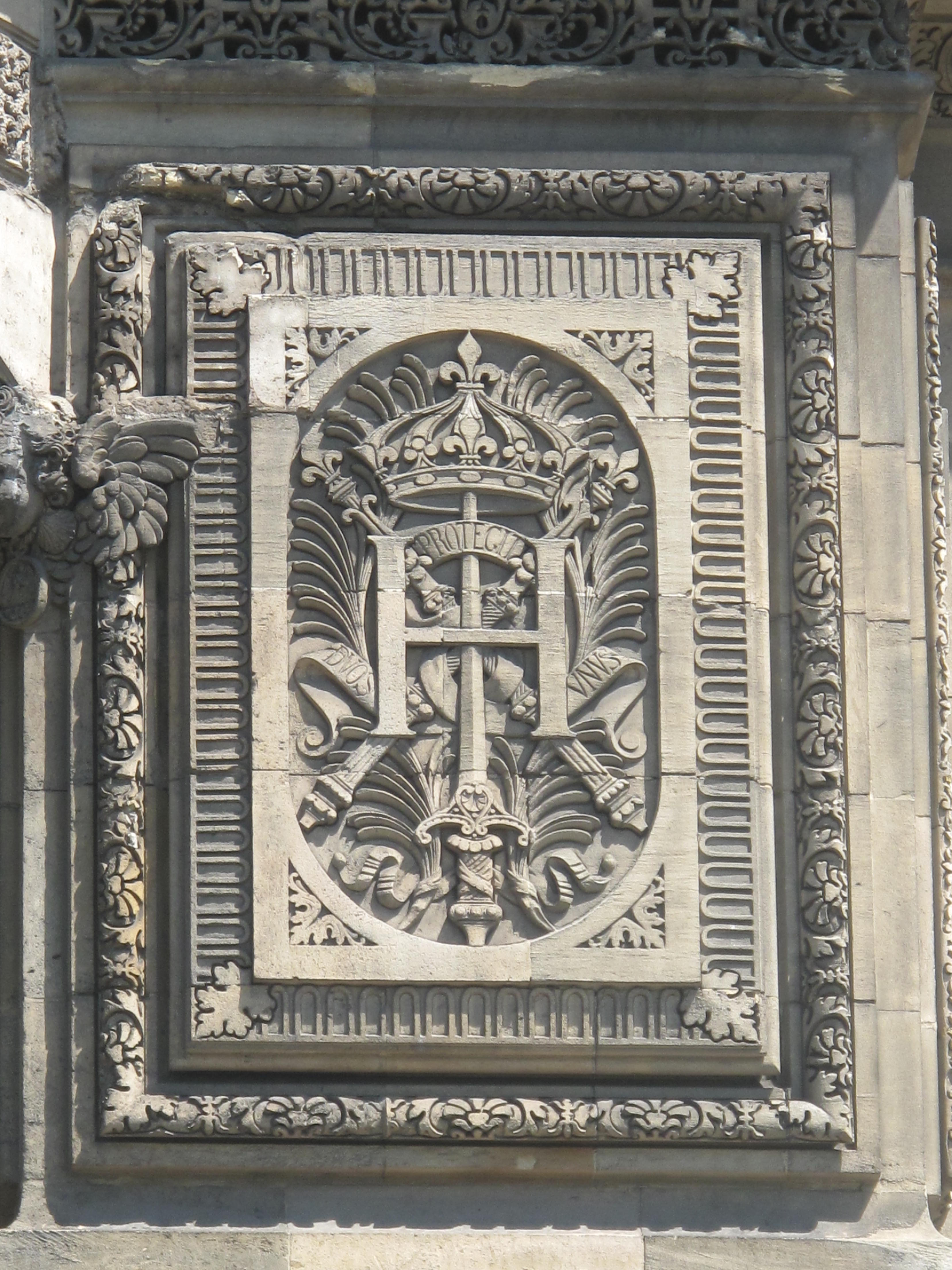
Le monogramme du roi Henri II sur le musée du Louvre (2010).

Le monogramme royal est le monogramme personnel d'un monarque. Composé d'une ou plusieurs lettres initiales du nom, il est imprimé sur les documents royaux et documents d'État et est utilisé par les départements du gouvernement. Dans le cas d'un empereur ou d'une impératrice, le monogramme s'appelle monogramme impérial.
Le but du monogramme semble être la simple identification du souverain. Comme un souverain utilise souvent les armes de son prédécesseur, un souverain particulier ne peut donc pas toujours être identifié uniquement par ses armes.
Il existe aussi des monogrammes similaires utilisés par les membres d'une famille royale (les consorts, les héritiers, etc.).

## Belgique
La nation belge ayant été fondée seulement en 1830, les monarques de Belgique ont utilisé les monogrammes dès l'origine.
Le monogramme du roi Philippe est « FP », représentant Filip, son nom en néerlandais, et Philippe, son nom en français, deux des langues officielles de la Belgique.

Monogramme du roi Léopold Ier.
Monogramme du roi Léopold II.
Monogramme du roi Albert Ier.
Monogramme du roi Léopold III.
Monogramme du roi Baudouin.
Monogramme du roi Albert II.
Monogramme du roi Philippe.

## Danemark
Au Danemark, la tradition du monogramme royal remonte au moins au règne du roi Christian Ier. Depuis 1448, tous les monarques danois ont eu leur propre monogramme royal.

Monogramme du roi Christian Ier.
Monogramme du roi Jean.
Monogramme du roi Christian II.
Monogramme du roi Frédéric Ier.
Monogramme du roi Christian III.
Monogramme du roi Frédéric II.
Monogramme du roi Christian IV.
Monogramme du roi Frédéric III.
Monogramme du roi Christian V.
Monogramme du roi Frédéric IV.
Monogramme du roi Christian VI.
Monogramme du roi Frédéric V.
Monogramme du roi Christian VII.
Monogramme du roi Frédéric VI.
Monogramme du roi Christian VIII.
Monogramme du roi Frédéric VII.
Monogramme du roi Christian IX.
Monogramme du roi Frédéric VIII.
Monogramme du roi Christian X.
Monogramme du roi Frédéric IX.
Monogramme de la reine Margrethe II.

## Espagne
En Espagne, depuis la restauration de la monarchie en 1975, l'emploi public du monogramme royal se limite au monarque régnant et à son consort (bien qu'à l'occasion du mariage du prince Felipe d'Espagne et de Letizia Ortiz en 2004, on en ait dessiné un mêlant les initiales des deux conjoints). On les trouve sur les insignes de certaines unités de la garde royale, ainsi que sur les reliures et ex-libris du fonds de la bibliothèque royale. On peut également les observer sur le tissu couvrant les murs du Salon orange du théâtre royal de Madrid ou de certaines pièces du palais royal de Madrid comme la chambre de Charles IV, restaurée sous le règne de Juan Carlos Ier.

Monogramme du roi Juan Carlos Ier.
Monogramne de la reine Sophie.
Monogramme du roi Felipe VI.
Monogramme de la reine Letizia.
Monogramme de Felipe VI et Letizia.

## France
L'utilisation publique des initiales du souverain français date au moins au XVIe siècle. Il y a beaucoup de variation selon chaque monarque : Henri IV, par exemple, n'utilise pas seulement une lettre « H » avec la couronne royale de France, mais aussi  « HDB », pour Henri de Bourbon, se référant à sa dynastie. Louis XIV utilise deux lettres « L », une à l'endroit et l'autre à l'envers.
Sur les façades du musée du Louvre, le palais historique des rois de France, on trouve leurs monogrammes.

Monogramme du roi Louis XIV.
Monogramme de la reine Marie-Thérèse, épouse du roi Louis XIV.
Monogramme du roi Louis XVIII.
Monogramme du roi Louis-Philippe Ier.
Monogramme de la reine Marie-Amélie, épouse du roi Louis-Philippe Ier.
Monogramme de l'empereur Napoléon III, avec la couronne impériale de Napoléon.
Monogramme de l'impératrice Eugénie, épouse de Napoléon III.

## Grèce
Le royaume de Grèce ayant été fondé seulement en 1832, les monarques de Grèce ont utilisé les monogrammes dès l'origine.

Monogramme du roi Othon Ier.
Monogramme du roi Georges Ier.
Monogramme du roi Constantin Ier.
Monogramme du roi Alexandre Ier.
Monogramme du roi Georges II.
Monogramme du roi Paul Ier.
Monogramme du roi Constantin II.

## Royaume-Uni
L'utilisation publique des initiales du souverain du Royaume-Uni (en anglais : Royal Cypher) date au moins du début de la période Tudor. Au début, il était simplement constitué de l'initiale du souverain avec, après le règne de Henri VIII, l'addition de la lettre R pour Rex ou Regina (mots latins pour roi et reine). La lettre I, pour Imperatrix, a été ajoutée au monogramme de la reine Victoria après qu'elle fut devenue impératrice des Indes en 1877.
Les initiales — qui n'ont aucune forme ou police particulières — étaient d'ordinaire accompagnées des armes royales ou de la Couronne, comme sur les manoirs et palais du roi. À titre d'exemple, on peut citer le monogramme de Henri VIII sur le portail du palais Saint James.
Les initiales ont été utilisées principalement sur les documents du gouvernement, les timbres-poste et autres objets similaires. Elles peuvent être surmontées d'une version stylisée de la couronne de saint Édouard ou de la couronne Tudor. En Écosse, la couronne d'Écosse apparaît en lieu et place de la couronne impériale. Deux usages notables du monogramme aujourd'hui sont sur les boîtes aux lettres au Royaume-Uni et sur les emblèmes de la Metropolitan Police et quelques autres corps de police anglais, avec les initiales au centre, et la couronne sur le point en haut, de leurs « étoiles ».
Le chiffre de la reine Élisabeth II était « E II R », comprenant l'initiale de Regina, signifiant reine. De même le chiffre de Charles III est « C III R » (R pour Rex, signifiant roi).
Les monogrammes des autres membres de la famille royale sont dessinés par le College of Arms ou la Cour du Lord Lyon et doivent ensuite être approuvés par le souverain.

Monogramme du roi Richard III.
Monogramme du roi Henri VIII.
Monogramme de la reine Élisabeth Ire.
Monogramme du roi Jacques Ier.
Monogramme du roi Charles Ier.
Monogramme du roi Charles II.
Monogramme du roi Jacques II.
Monogramme de la reine Marie II.
Monogramme du roi Guillaume III.
Monogramme de la reine Anne.
Monogramme du roi George II.
Monogramme du roi George III.
Monogramme du roi George IV.
Monogramme du roi Guillaume IV.
Monogramme de la reine Victoria.
Monogramme du roi Edouard VII, surmonté de la couronne Tudor.
Monogramme du roi George V, surmonté de la couronne Tudor.
Monogramme du roi Édouard VIII, surmonté de la couronne Tudor.
Monogramme du roi George VI, surmonté de la couronne Tudor.
Monogramme de la reine Élisabeth II, surmonté de la couronne de saint Édouard.

Le monogramme royal du roi Charles III du Royaume-Uni est dévoilé le 27 septembre 2022, premier jour après la période de deuil royal (qui a pris fin à minuit), à la suite de la mort de la reine Élisabeth II. Il est écrit « C III R » (Carolus III Rex), le C et le R étant entrelacés. Les différents dessins (dix au total) du monogramme royal ont été produits par Timothy Noad.
Parmi une série de dessins proposée par le College of Arms, le roi lui-même a choisi son monogramme royal. Celui-ci est orné de la couronne des Tudor. La version écossaise du monogramme royal a également été approuvée par le Lord Lyon King of Arms.
L'identité monétaire ne changera que courant 2024. La banque d'Angleterre avait annoncé son intention de changer la face nationale dès le 8 septembre 2022, jour de la mort de la reine Élisabeth II. Cependant, les nouveaux billets seront injectés pour remplacer les billets usés et si la demande se fait plus grande. La tête de Charles III sera du côté gauche, la tête de sa mère étant du côté droit, et, comme le veut la tradition du XVIIe siècle, la tête du nouveau souverain devra être à l'opposé de son prédécesseur. Quant aux pièces, elles ont déjà été dévoilées.
Le monogramme royal de Camilla, reine consort du Royaume-Uni, est dévoilé le 8 novembre 2022, quelques jours avant le Remembrance Day, le premier depuis le décès d'Élisabeth II. Le monogramme comprend deux lettres, « CR » (Camilla Regina, regina étant le latin pour « reine »), surmontées de la couronne des Tudor.
Son dessin a été conçu par le professeur Ewan Clayton, calligraphe de la Faculty and Academic Board of The Royal Drawing School (faculté et conseil académique de la Royal Drawing School). Il a travaillé en collaboration avec Timothy Noad (designer du monogramme royal de Charles III) et Herald Painter au College of Arms.

Monogramme de Charles III au Royaume-Uni, coiffé de la couronne des Tudor.
Monogramme de Charles III en Écosse, coiffé de la couronne d'Écosse.
Monogramme de Charles III au Canada, coiffé de la couronne royale canadienne.
Monogramme royal de la reine Camilla, coiffé de la couronne des Tudor.